# John Austin
John Austin (ur. 3 marca 1790 w Creeting Mill, zm. w grudniu 1859 w Weybridge) – angielski prawnik i filozof prawa, przedstawiciel pozytywizmu prawniczego, twórca rozkazowej teorii prawa. Jego najważniejsze dzieło to The Province of Jurisprudence Determined.

## Koncepcja Austina
Zdaniem Austina to, co potocznie określane jest jako prawo, podzielić można na cztery kategorie:
- prawo boskie (ustanowione przez Boga dla człowieka),
- prawo pozytywne,
- pozytywna moralność (różnego rodzaju normy społeczne),
- prawa figuratywne (określane jako prawo przez analogię, np. prawa ekonomii czy prawa fizyki).

Od pozostałych rodzajów oddzielić należy prawo pozytywne; tylko ono jest prawem w ścisłym rozumieniu i tworzy właściwy zakres teorii prawa.
Austin określa prawo jako "regułę ustanowioną dla istoty myślącej przez inną istotę myślącą, mającą nad tą pierwszą władzę". Prawem jest więc rozkaz poparty sankcją, ale tylko taki, który ustanowiony został przez suwerena.
Suweren to jednostka (ewentualnie kolegium), która ma władzę nad innymi jednostkami. Jest to władza ziemska - z tego powodu Bóg nie jest suwerenem i tym samym prawo boskie nie jest prawem w ścisłym rozumieniu. Z kolei na pozytywną moralność składają się normy, które albo nie zostały ustanowione przez suwerena, albo nie są poparte groźbą.
Suweren rozumiany może być na dwa sposoby: jako suweren de iure (czyli taki, któremu władzę przyznają przepisy prawa) oraz de facto (taki, który ma faktyczny posłuch). Tylko w tym drugim znaczeniu posługuje się pojęciem suwerena Austin, rozumiejąc jego władzę jako faktyczną i będącą pierwotną w stosunku do prawa.
Władza suwerena jest nieograniczona, niepodzielna i nieprzerwana. Nikt nie może nakładać na suwerena obowiązków (włącznie z nim samym), nikt nie może jego władzy ograniczać; władza ta nie może zostać rozdzielona między różne podmioty i stale spoczywa w rękach suwerena.
Teoria Austina stała się w XX wieku przedmiotem krytyki Herberta Harta w dziele The Concept of Law.

## Krytyka
Według Harta, koncepcja prawa jako rozkazów dotyczyć może tylko sfery niektórych praw - tych, które nakładają obowiązki. Tymczasem w prawie istnieją także reguły innego rodzaju.
Koncepcji suwerena Hart zarzucił, że nie wyjaśnia ona zjawiska kontynuacji systemu prawa w razie końca lub czasowego nieistnienia suwerena. Jeśli, jak twierdził Austin, prawo to rozkaz faktycznego suwerena, to wraz z końcem suwerena powinno także kończyć się prawo. Inne byłyby natomiast konsekwencje, gdyby uznać, że suweren to tyle co pewien urząd, powoływany na mocy prawa.
Hart uznał też, że Austin nie odróżniał dwóch pojęć: reguły prawnej i nawyku postępowania. Było to z kolei, jego zdaniem, konsekwencją nieodróżniania dwóch punktów widzenia, z jakich patrzeć można na reguły: eksternalnego (zewnętrznego) i internalnego (wewnętrznego). Pierwszy z nich to punkt widzenia zewnętrznego obserwatora - tutaj nie widać różnic między regułą a nawykiem; różnica ta widoczna jest natomiast z punktu widzenia wewnętrznego obserwatora, czyli członka danej społeczności, który uznaje reguły i postępuje zgodnie z nimi.
Herbert Spencer zarzuca zaś Austinowi, że ten zbyt mocno utożsamia władzę cywilną z wojskową. Prowadzić ma to do niepożądanego podziału na rządzonych i rządzących, którym to Austin a priori przypisuje, według Spencera, prawo do wydawania rozkazów i bezwzględnego posłuszeństwa. W opinii Spencera nie udziela on odpowiedzi na pytanie, skąd bierze się władza rządzących i jak w swej pracy Jednostka wobec państwa, "odsuwa on rozstrzygnięcie zagadnienia, nie rozwiązując go".